# 1974 au Canada
Pour un article plus général, voir Chronologie du Canada.
Cet article traite des événements qui se sont produits durant l'année 1974 au Canada.

## Événements

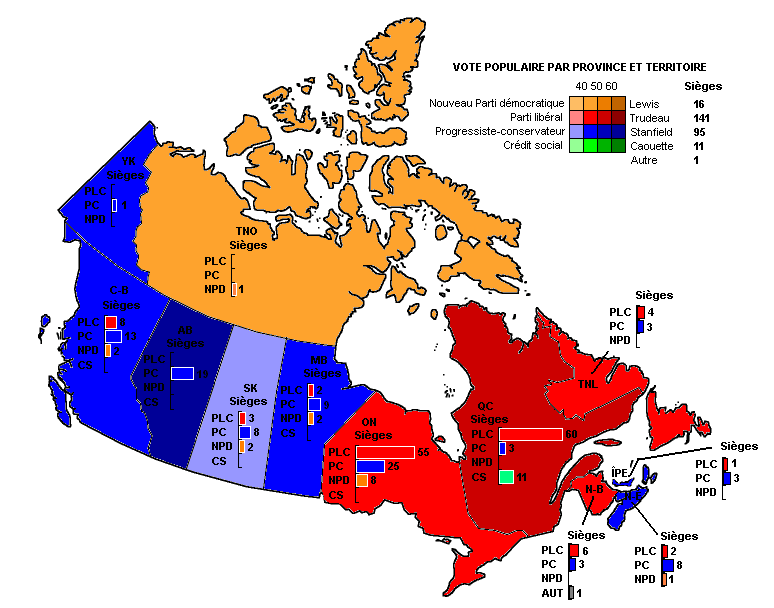
Élection fédérale de 1974

### Politique
- 7 février : établissement des relations diplomatiques entre le Canada et la Grenade
- 2 avril : élection générale néo-écossaise.
- 8 juillet : élection fédérale. Troisième mandat du premier ministre libéral Pierre Elliott Trudeau.
- 30 juillet : loi sur la langue officielle (Québec). le français devient la langue officielle du Québec.

### Justice
- Le juge Robert Cliche préside la commission Cliche sur les abus dans l'industrie de la construction au Québec.
- Frank Cotroni se fait arrêter pour trafic de drogue.

### Sport

#### Hockey
- Fin de la Saison 1973-1974 de la LNH suivi des Séries éliminatoires de la Coupe Stanley 1974.
- Fin de la Saison 1973-1974 de l'AMH.
- Les Pats de Regina remportent la Coupe Memorial 1974.
- Repêchage amateur de la LNH 1974.
- Septembre, Série du siècle 1974 Canada-URSS au hockey. L'URSS gagne la série.
- Début de la Saison 1974-1975 de la LNH et de la Saison 1974-1975 de l'AMH.

#### Divers
- Grand Prix automobile du Canada 1974.
- Championnats du monde de cyclisme sur piste 1974 à Montréal.
- Championnats du monde de cyclisme sur route 1974 à Montréal.
- 16 au 20 octobre : Rallye de Rideau Lakes à Smiths Falls en Ontario

### Économie
- L'utilisation des codes postaux est généralisée pour l'acheminement du courrier.
- Fondation de CanWest Global Communications par Israel Asper.

### Science
- Tenue du Congrès international de mathématiques à Vancouver.

### Culture

#### Chanson
- Le groupe Harmonium lance un album portant le même nom.
- Formation du groupe musical Beau Dommage.
- Andy Kim interprète Rock me gently qui fut un grand succès.

#### Film
- Les Ordres de Michel Brault.

#### Télévision
- Téléroman La Petite Patrie de Claude Jasmin.

### Religion
- Le cœur du Frère André est retrouvé.

## Naissances
- 21 janvier : Robert Ghiz, premier ministre de l'Île-du-Prince-Édouard.
- 11 avril : Tricia Helfer, mannequin et actrice.
- 9 mai : Stephane Yelle, joueur Canadien professionnel de hockey sur glace.
- 10 mai : Jonathan Beare, rameur.
- 18 mai : Chantal Kreviazuk, auteure-compositeur-interprète.
- 28 mai : Patrick Groulx, animateur de radio, humoriste et musicien.
- 1er juin : Alanis Morissette, chanteuse.
- 6 juin : Anson Carter, joueur de hockey sur glace.
- 14 juin : Valérie Plante, mairesse de Montréal.
- 6 juillet : Steve Sullivan, joueur de hockey sur glace.
- 26 juillet : Daniel Negreanu, joueur de poker.
- 15 août : Natasha Henstridge, actrice.
- 2 septembre : Micheline Marchildon, actrice et humoriste franco-manitobaine.
- 13 septembre : Craig Rivet, joueur de hockey sur glace.
- 10 octobre : Chris Pronger, joueur professionnel de hockey sur glace.
- 11 octobre : Jason Arnott, joueur professionnel de hockey sur glace.
- 16 octobre : 
  - Mark Holland, politicien fédéral.
  - Paul Kariya, joueur de la Ligue nationale de hockey avec les Blues de Saint-Louis.
- 22 octobre : Paul Duerden, joueur de volley-ball.

## Décès
- 21 février : Tim Horton, joueur de hockey sur glace.
- 2 avril : Douglass Dumbrille, acteur.
- 8 avril : James Charles McGuigan, archevêque de Toronto.
- 25 août : M. J. Coldwell, chef du Parti social-démocratique du Canada.
- 27 septembre : Louis Even, religieux et militant pour le crédit social.